# Sarah Stephens
Sarah Elizabeth Stephens (Lancashire, Reino Unido; 7 de junio de 1990) es una modelo y actriz británica-australiana de cine y televisión.

## Biografía
Sarah Stephens nació en Lancashire, Inglaterra, de padres australianos y tiene tres hermanos menores. Creció en Sídney, Australia, y estudió en el Brigidine College St. Ives. Stephens tocaba el clarinete en la banda de su escuela.

## Carrera
Stephens fue la ganadora en el concurso de búsqueda de una modelo para la revista Girlfriend. Ganó un contrato por dos años con Chic Model Management y después fue asignada por Next Model Management en Nueva York y París. Ha sido portada de muchas revistas, tales como Russh Australia, Frankie Magazine, Madison, GQ, French Revue de Modes y Eurowoman.
Ha sido representada en versiones de Italia, Rusia, Japón y Australia de Vogue y también en la revista Numéro en Francia y Tokio. Además, ha sido imagen publicitaria de diversas marcas, como Lacoste, Benetton, Diesel, Sephora, Alice Temperley, Forever21, NastyGal, NordStrom, Neiman Marcus, Nimelli, Dynamite y Kensie.
Trabajó en 18 shows de modas desde su debut en la Australian Fashion Week en 2007. En 2008, conoció a la fotógrafa Ellen von Unwerth en París, quien la fotografió para editoriales de Vogue Rusia y la revista Mixte, y también para Vogue Italia y VS Magazine. En una visita a Nueva York conoció a Greg Kadel, quien hizo editoriales con Stephens para Numéro Francia, Numéro Homme y Vogue Italia. Stephens posó para David Sims en la campaña United Colors de Benetton de otoño/invierno 2009/2010 y en 2010 posó para Guy Aronch para la edición de inauguración de Untitled Project. Estuvo involucrada en shows muy importantes en Nueva York, entre ellos, de Gucci y Lanvin. En el año 2015 participó en la película de terror The Witch, en la que interpretó a una bruja en versión joven.

## Filmografía

### Cine
- The Witch (2015), como Bruja joven